# Бакусевич Володимир Петрович
Володимир Петрович Бакусе́вич (17 липня 1916, Гавареччина — 22 липня 1991, Гавареччина) — український радянський майстер художньої кераміки, заслужений майстер народної творчості УРСР з 1990 року.

## З біографії
Народився 17 липня 1916 року в селі Гавареччині (нині Золочівський район Львівської області, Україна). Навчався мистецтву у свого батька — Петра Павловича (1866—1946).
Помер у Гавареччині 22 липня 1991 року.

## Творчість
Працював в галузі чорнолощеної кераміки. Виготовляв глеки, горщики, макітри, миски, дзбанки-близнята, вази, друшляки, баранці, свічники, які декорував у техніках гравірування, лискування.
Твори експонувалися на міжнародних виставках, зберігаються у Національному музеї українського народного декоративного мистецтва у Києві, Музеї етнографії та художнього промислу у Львові та інших музеях.